# San Mateo de Gállego
San Mateo de Gállego (aragónul Sant Mateu de Galligo) község Spanyolországban,  Zaragoza tartományban. San Mateo de Gállego Zaragoza, Zuera, Leciñena és Perdiguera községekkel határos. Lakosainak száma 3409 fő (2024).

## Népesség
A település népessége az utóbbi években az alábbiak szerint változott:
| Lakosok száma | 2181 | 2381 | 2708 | 3009 | 3158 | 3093 | 3077 | 3234 | 3452 | 3409 |
|               | 2001 | 2004 | 2007 | 2009 | 2012 | 2014 | 2017 | 2019 | 2022 | 2024 |